# Systaria gedensis
Systaria gedensis är en spindelart som beskrevs av Simon 1897. Systaria gedensis ingår i släktet Systaria och familjen sporrspindlar. Inga underarter finns listade i Catalogue of Life.